# Edilio Peña
Edilio Peña (Puerto La Cruz, 19 de abril de 1951) es un dramaturgo, narrador, ensayista y guionista de cine venezolano. Director del taller de dramaturgia de la ULA-Mérida es, además, profesor de cinematografía. Ha recibido varios premios nacionales e internacionales.

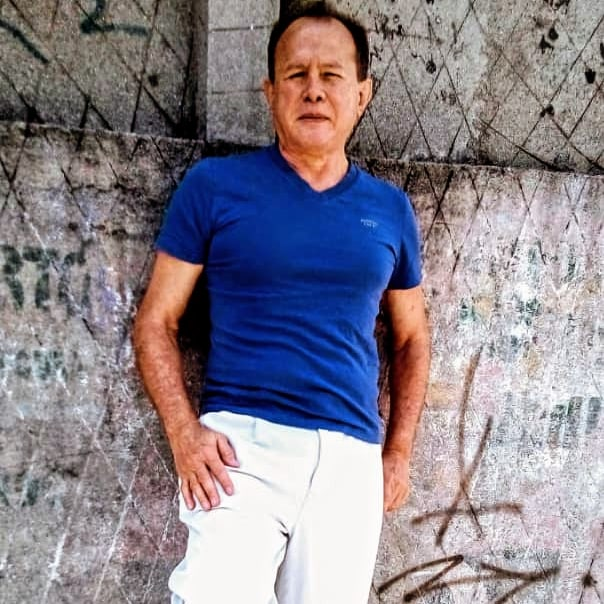

## Formación
Estudió en la Escuela Teófilo Leal de Barcelona (Estado Anzoátegui).

## Trayectoria profesional
Es profesor de Técnica Literaria del Drama de la Unidad de Teatro del Centro Universitario de Arte de la Facultad de Arquitectura y Arte de la Universidad de los Andes, y de Guiones Cinematográficos, en la Escuela de Medios de Cine y Televisión de la Facultad de Humanidades de la misma universidad.
Sus obras han sido traducidas al inglés, francés y portugués.

## Activismo
A través de su obra, Edilio hace una denuncia social sobre la tortura y el poder en Resistencia, su primera obra de teatro, escrita en 1973 o sobre la situación de Venezuela en Los pájaros se van con la muerte o la trilogía Hambre en el trópico: Teatro del apocalipsis, obra que, junto a sus novelas y guiones de cine, han sido vetados en Venezuela, por ese motivo.
En su obra Hambre en el trópico describe la más grave crisis humanitaria padecida por Venezuela, cuyas consecuencias fueron la migración de más de cinco millones de personas, el colapso en la educación y la salud pública, el hambre y la desesperanza de la gran mayoría de la población, además de una hiperinflación que fue considerada la más alta del mundo.

## Críticas
«Muy interesante la obra de Peña, por el enfoque a fondo de aspectos sociales y psicológicos de la realidad del pueblo venezolano.»
(Antonio Buero Vallejo)

«Estaba yo bastante defraudado cuando tuve la sorpresa de ver una pieza, que aquí pasó casi inadvertida, de un muchacho de dieciocho años, en la que no aparecía ninguna ametralladora, nunca se dijo que el imperialismo norteamericano era muy malo y, sin embargo, era profundamente antimperialista y profundamente venezolana. Esa obra es Resistencia, de Peña.»
(Fernando Arrabal)

## Publicaciones destacadas
Ha escrito artículos en varias publicaciones de Venezuela, España, Argentina y Cuba.

### Obras teatrales
En su obra siempre está presente el mito de María Lionza, la familia, la soledad y la muerte. Estos dos últimos conceptos se conjugan para hablar de la muerte en soledad.
- Resistencia, su opera prima, publicada en 1974, por la que obtuvo el Premio Casa de las Américas en 1973 y el premio de El Nuevo Grupo.[2] Fue representada por los grupos de Teatro independiente "La Cizalla" en Madrid en 1976[5] y "La Carátula" en Valencia, España en 1996 y 1997.[1]
- Los Pájaros se van con la Muerte, obra por la que recibió el Premio Tirso de Molina del Instituto de Cultura Hispánica en 1976[2] y de la que el director cinematográfico Thaelman Urgelles hizo una adaptación en 2011.[6] Fue representada en el Théâtre de Plaissance y Théâtre Guichet de Montparnasse (París) en 1980 y 1986 respectivamente; en Córdoba (Argentina) en 1984 y el teatro Puerto Rican Traveling Theatre de Nueva York en 1986.[1]
- El Chingo.
- Lluvia Ácida sobre el Mar Caribe.[1]
- Lady Ana.[1]

### Narrativa
- Cuando te Vayas
- Los Ausentes
- El Ángel Pecoso
- El Huésped Indeseable[1]

### Ensayo
- Apuntes sobre el texto teatral
- La Pasión Divina, la Pasión Inútil
- Trama[1]

### Guiones cinematográficos
- Guionista de la película de 1999 Florentino y El Diablo, dirigida por Michael New.[7]
- Coguionista de la película dirigida por Thaelman Urgelles en 1994, Los platos del diablo.[8]
- Coguionista de la película dirigida por Julio Bustamante en 1984, Aguasangre, crónica de un indulto.[9]
- Guionista de La Boda, película dirigida por Thaelman Urgelles en 1982 y por la que obtuvo varios reconocimientos, entre ellos
  - Mención Especial del Jurado del 35.º festival Cinematografico de Locarno (Suiza).
  - Menición de Honor en el Festival de Biarritz en 1982
  - Premio al mejor guion en el 2.º Festival del cine venezolano.
  - Segundo premio al mejor film en el V Festival Internacional del Nuevo Cine Latinoamericano de La Habana, en 1983
  - Además, fue seleccionada por una comisión de especialistas del cine internacional como una de las mejores veinticinco películas de América Latina.[1]

## Premios
- Premio Nacional de guiones cinematográficos Miguel Otero Silva.[2]